# Araucaria
Araucaria Juss., 1789 è un genere della famiglia Araucariaceae che comprende diverse specie di gimnosperme sempreverdi arboree originarie dell'emisfero meridionale.
Sono note venti specie distribuite in Nuova Caledonia (dove quattro di queste sono endemiche), Isola Norfolk, Australia orientale, Nuova Guinea, Argentina, Cile, Brasile e Paraguay.
Il nome del genere deriva da Araucanos ovvero l'esonimo (=nome attribuito in una determinata lingua a un toponimo situato all'esterno dell'area dove tale lingua è parlata e morfologicamente differente dal nome usato nella lingua ufficiale o nella lingua comunemente parlata nell'area dove il toponimo è localizzato) dato dagli spagnoli alla tribù Mapuche, tribù indigena del Cile e dell'Argentina sud occidentale regioni in cui le araucarie sono molto diffuse. Il popolo Mapuche chiama l'albero dell'Araucaria pehuén e lo considera sacro. Alcuni Mapuche che vivono nelle Ande chiamano se stessi Pehuenches ("popolo del pehuén") poiché tradizionalmente raccoglievano i semi per cibarsene.

## Descrizione
Le araucaria sono di norma alberi di grandi dimensioni con un massiccio fusto eretto, che raggiungono un'altezza da 5 a 80 metri.
Le araucarie hanno ramificazioni regolari e simmetriche, i rami orizzontali e sparsi sono disposti in verticilli e sono coperti da foglie coriacee o aghiformi. In alcune specie le foglie sono strette, a forma di punteruolo e lanceolate, a malapena sovrapposte; in altre sono ampie e piatte e si sovrappongono ampiamente.
Sono normalmente specie dioiche con coni maschili e femminili portati da piante diverse.
I coni femminili, generalmente portati nella parte superiore dell'albero, sono globosi e di dimensioni variabili tra 7 e 25 centimetri di diametro. Contengono da 80 a 200 grandi semi commestibili, simili ai pinoli, sebbene più grandi. I coni maschili sono più piccoli, lunghi 4-10 cm e cilindrici da stretti a larghi, larghi 1,5-5,0 cm (0,6-2,0 pollici).
I semi quasi sempre eduli non alati.

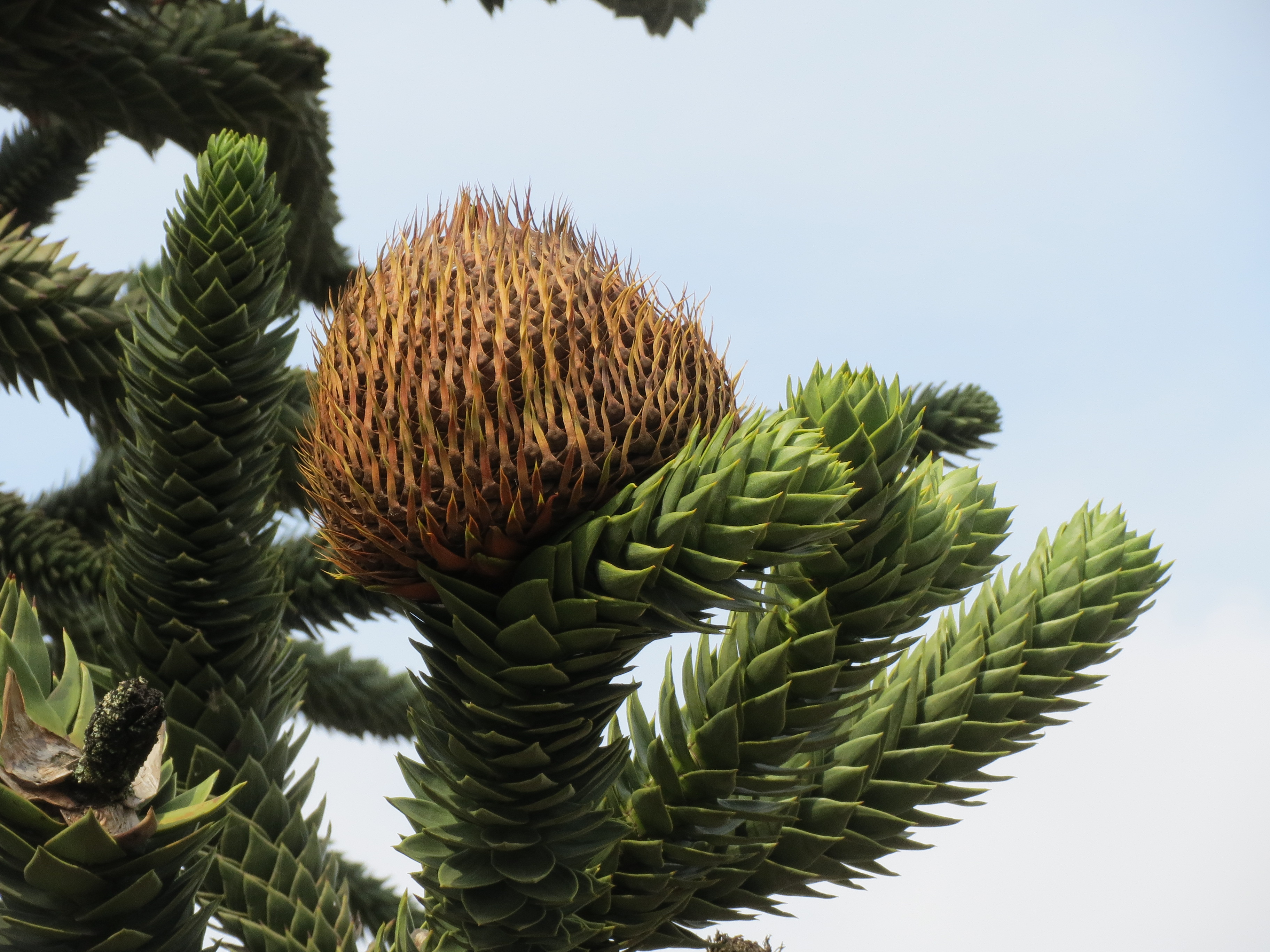
strobili femminili di Araucaria araucana

## Tassonomia

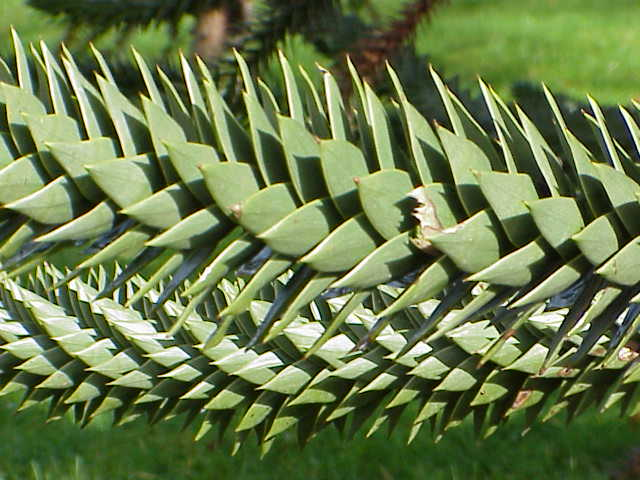
Araucaria araucana

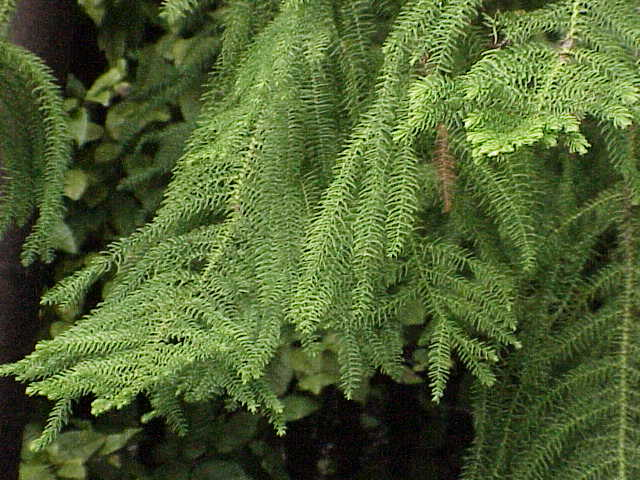
Araucaria heterophylla

Il genere comprende le seguenti specie:
- Araucaria angustifolia (Bertol.) Kuntze
- Araucaria araucana (Molina) K.Koch
- Araucaria bernieri J.Buchholz
- Araucaria bidwillii Hook.
- Araucaria biramulata J.Buchholz
- Araucaria columnaris (G.Forst.) Hook.
- Araucaria cunninghamii Mudie
- Araucaria heterophylla (Salisb.) Franco
- Araucaria humboldtensis J.Buchholz
- Araucaria hunsteinii K.Schum.
- Araucaria laubenfelsii Corbasson
- Araucaria luxurians (Brongn. & Gris) de Laub.
- Araucaria montana Brongn. & Gris
- Araucaria muelleri (Carrière) Brongn. & Gris
- Araucaria nemorosa de Laub.
- Araucaria rulei F.Muell.
- Araucaria schmidii de Laub.
- Araucaria scopulorum de Laub.
- Araucaria subulata Vieill.

## Coltivazione
La specie più coltivata come piante ornamentali in Italia, per la sua rusticità, nei parchi, giardini e viali è senza dubbio l'A. araucana, chiamata anche "Puzzle della scimmia", un albero sempreverde proveniente dal Cile, che raggiunge altezze considerevoli (oltre i 30 m), con foglie verde lucido, acuminate, spinose all'apice, la corteccia è grigia, rugosa e spessa. Nelle piante giovani i rami sono disposti orizzontalmente dando alla pianta una forma conica; col passare del tempo la pianta assume la caratteristica forma arrotondata con i rami inferiori rivolti verso il basso. Esige terreni acidi e ben drenati.
Le specie più delicate e sensibili al freddo come A. heterophylla, chiamata anche "Pino di Norfolk", con chioma conica, rami orizzontali e foglie aghiformi leggermente spinose, di colore verde lucido e la A. bidwillii, semirustica, con foglie verde lucido, spinose all'apice, provenienti dall'Australia, (30 m in natura), si possono trovare solo nelle zone non soggette a gelo. L’esemplare presente nei Parchi di Nervi a Genova, soprannominato “The Italian Dragon” (alto oltre 29 m e duecento anni d’età), partecipa all’evento “Italian Tree of the Year 2024” organizzato da Giant Trees Foundation.
Nelle altre zone vengono coltivate in serra o in vaso negli appartamenti per la caratteristica e piacevole disposizione simmetrica (a "piani") delle ramificazioni; esse possono raggiungere in vaso un'altezza di 2-3 m.
Le specie da appartamento richiedono un ambiente fresco e luce solare filtrata, terriccio di tipo "universale" ben drenato, concimazione liquida per piante acidofile contestualmente alle innaffiature regolari con acqua povera di calcio, d'inverno diradare le innaffiature e sospendere le concimazioni. Se possibile nella bella stagione esporre all'aperto la pianta in posizione ombreggiata, con abbondanti innaffiature e nebulizzazioni delle foglie nei giorni più caldi. Ogni due anni occorre rinvasare nel periodo primaverile, tenendo conto del lento accrescimento delle piante. La moltiplicazione avviene esclusivamente per seme.
Una particolarità di questa pianta è che non ama l'inquinamento atmosferico.

## Avversità
L'araucaria viene frequentemente attaccata sul tronco e sulle foglie più giovani dalla cocciniglia cotonosa Pseudococcus citri, riconoscibile dai caratteristici grossi ovisacchi cotonosi.

Il marciume radicale favorito dal ristagno di umidità nei vasi per attacchi di Armillaria mellea, provoca dapprima l'ingiallimento delle foglie, successivamente tutta la pianta dissecca e muore.